# Dewoitine D.9
Il Dewoitine D.9 fu un aereo da caccia monomotore monoplano ad ala alta a parasole sviluppato dall'azienda aeronautica francese Constructions Aéronautiques Émile Dewoitine negli anni venti.
Essenzialmente variante a dimensioni maggiorate del precedente Dewoitine D.1, venne prodotto, oltre che in Francia, su licenza nell'allora Regno d'Italia dalla Gio. Ansaldo & C. e commercializzato come Ansaldo AC.3, ed in Svizzera dalla Eidgenössischen Konstruktionswerkstätten (EKW).

## Storia del progetto
Nel 1923 il Services techniques de l'aéronautique (STAé) emise una specifica per la fornitura di un nuovo caccia monoposto, standard indicato come "C1" (chasseur monoplace), da impiegare nei reparti aerei dell'Armée de terre per sostituire in servizio dal 1926 il Nieuport-Delage NiD 29. Tra le caratteristiche richieste, il nuovo modello doveva essere in grado di raggiungere una velocità massima di almeno 240 km/h a 5 000 m di quota ed essere equipaggiato con un armamento offensivo costituito da 4 mitragliatrici con 500 colpi ciascuna, con i prototipi valutati dalle autorità militari dell'esercito nell'estate 1924. Al concorso risposero 30 aziende aeronautiche.
Per aderire a tale esigenza l'ufficio tecnico della Dewoitine elaborò un progetto che riproponeva in dimensioni leggermente aumentate le soluzioni tecnicamente avanzate impiegate nel Dewoitine D.1, modello che abbinava una cellula dalla fusoliera a sezione ovale realizzata in metallo a una velatura monoplana ad ala alta con carrello d'atterraggio fisso.
Il prototipo, equipaggiato con un motore radiale Gnome-Rhône 9Ab Jupiter da 560 CV (420 kW), venne portato in volo nel giugno 1924, quindi dopo i test preliminari inviato alla compétitions de chasseur monoplace de 1923 dove durante le prove comparative di valutazione non riuscì a superare i concorrenti, venendo classificato solo sesto, e di conseguenza giudicato non idoneo al servizio.
Benché fosse stato scartato dal concorso nazionale, l'azienda propose il modello sul mercato estero, trovando un discreto successo e riuscendo a stipulare contratti con il governo belga (un esemplare) e iugoslavo ed a concludere la vendita di tre esemplari smontati consegnati alla Eidgenössischen Konstruktionswerkstätten (EKW), destinati alle Truppe d'aviazione dell'Esercito svizzero.
Analogamente a quanto fatto in Francia, anche il Belgio nel 1926 espresse l'esigenza di sostituire i NiD 29 in linea nei propri reparti della componente aerea dell'armata belga, non particolarmente soddisfatti del modello perché strutturalmente fragile e privo di capacità acrobatiche; anche in questo caso tuttavia il Dewoitine non riuscì a superare la concorrenza dell'Avia BH-21 e il velivolo presentato rimase l'unico in carico alle forze armate belghe.
Il più importante riscontro commerciale del modello fu l'acquisto della licenza da parte dell'azienda italiana Gio. Ansaldo & C. che lo commercializzò come Ansaldo AC.3 e lo fornì in 150 esemplari alla neocostituita Regia Aeronautica che lo mantenne in servizio fino agli anni trenta.

## Impiego operativo

### Belgio
Il D.9 acquistato dal Belgio venne consegnato il 6 agosto 1926 e, dotato della designazione militare J.2, avviato a intense prove di volo da parte di diversi collaudatori militari nelle basi di Evere, Wevelgem e Nivelles, tuttavia a una valutazione comparativa, alla quale partecipò con il Dewoitine D.19 (J.1) motorizzato con il V12 Hispano-Suiza 12Jb (quale proposta alternativa dell'azienda francese) non riuscì a superare il cecoslovacco Avia BH-21. Il velivolo rimase comunque in carico fino ai primi anni trenta, quindi radiato e venduto a un'asta pubblica sul mercato civile il 15 ottobre 1935. Il velivolo, ottenuto il codice di registrazione OO-ARD, finì la sua vita operativa come aereo civile

### Svizzera
I tre D.9 assemblati in Svizzera, dopo aver ottenuto i codici di immatricolazione militare 676, 677 e 678, vennero destinati al ruolo di caccia e addestratore avanzato dal 1928; due di questi velivoli rimasero in linea nei reparti delle Truppe d'aviazione dell'Esercito svizzero fino al 1940. L'esemplare marche 678 andò invece distrutto in un incidente il 15 marzo 1930.

## Utilizzatori
Belgio
- Componente aerea dell'armata belga

 Jugoslavia
- Jugoslovensko kraljevsko ratno vazduhoplovstvo i pomorska avijacija

 Svizzera
- Truppe d'aviazione dell'Esercito svizzero

 Ungheria
- aeronautica militare ungherese (clandestina)